# Kościół św. Marii Magdaleny w Wyszogrodzie

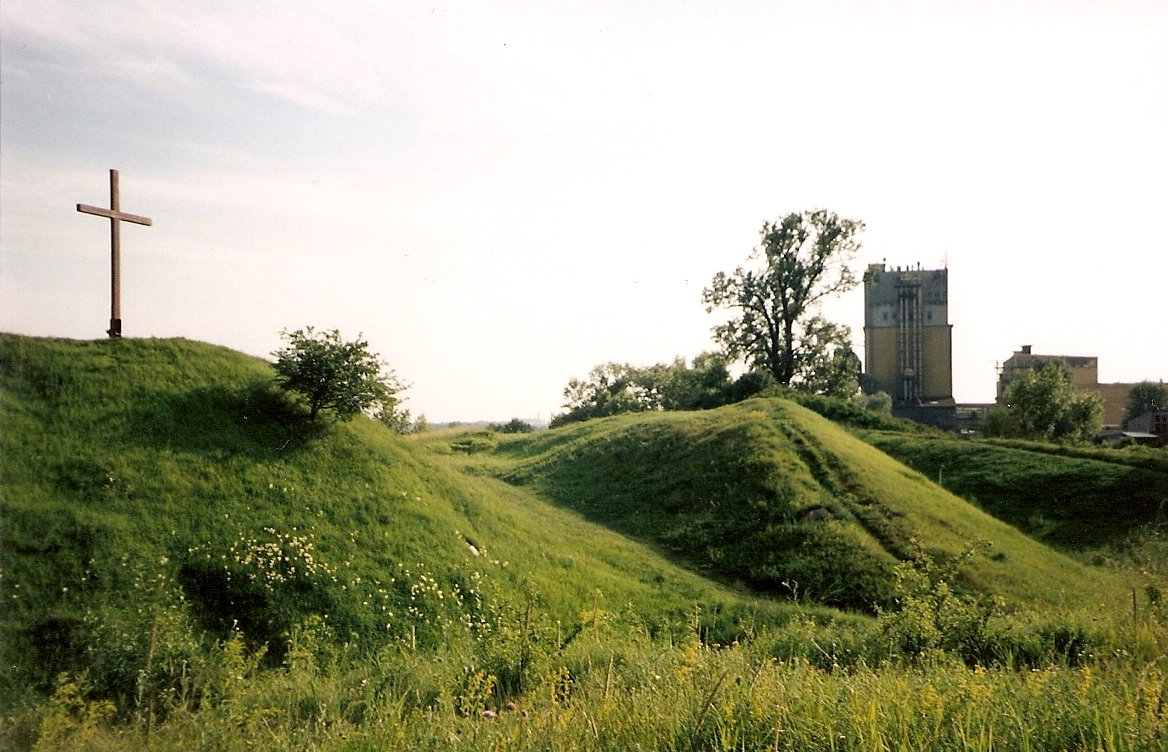
Pozostałości grodziska Wyszogród w Bydgoszczy

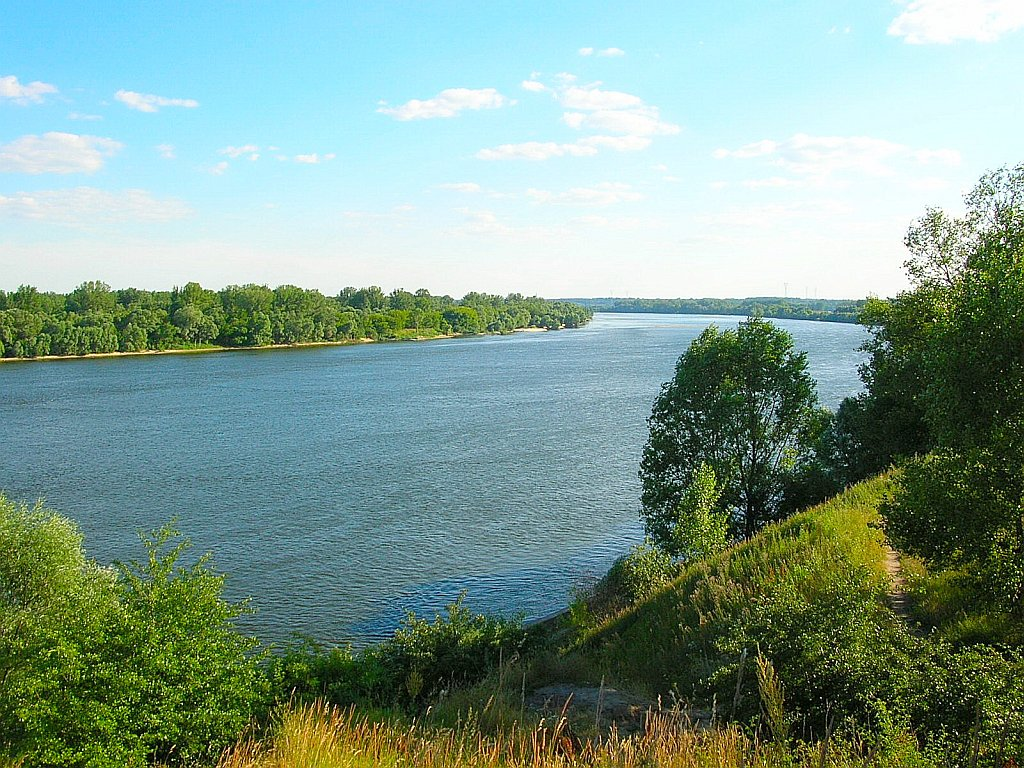
Widok z grodziska na zakole dolnej Wisły

Kościół św. Marii Magdaleny – kościół, który znajdował się przy wczesnośredniowiecznym grodzie Wyszogród. Była to najstarsza świątynia parafialna zbudowana na terenie obecnego miasta Bydgoszczy i powiatu oraz jedna ze starszych na obszarze regionu. Do tej pory nie zlokalizowano dokładnego położenia kościoła; nieznana jest też jego architektura.

## Historia

### Legenda
Początki świątyni wiąże się według legendy z pobytem św. Wojciecha w Wyszogrodzie w kwietniu 997 roku. Miał on wówczas, podczas podróży z misją chrystianizacyjną do Prusów, zatrzymać się na kilka dni u miejscowego komesa, nauczać, chrzcić i poświęcić niewielką, nowo wybudowaną kaplicę pod wezwaniem św. Marii Magdaleny. Legenda ta znajduje odzwierciedlenie w dokumentach kościelnych z XVI wieku. Nie istnieją żadne naukowe dowody, które potwierdzałyby istnienie grodu już pod koniec X wieku, ale jednocześnie można wykazać, że niezależnie od wyboru drogi św. Wojciecha do Prus – lądowej lub wodnej (Wisłą) – Wyszogród (gród lub osada) leżał na jego trasie.

### Świątynia parafialna
Niezależnie od prawdziwości legendy, kościół wyszogrodzki stosunkowo wcześnie pojawił się w źródłach pisanych. Warownia w Wyszogrodzie została zdobyta w 1113 r. przez Bolesława Krzywoustego i włączona w obręb ziem polskich, o czym świadczy opis z kroniki Galla Anonima. Następnie jako beneficjum kasztelańskie Wyszogród otrzymał bogaty możnowładca Janusz Wojsławic z rodu Powałów. Przypuszcza się, że to książę Bolesław lub co bardziej prawdopodobne – Janusz Wojsławic ufundował kościół w Wyszogrodzie (lub wzniósł dla niego nowy budynek) oraz uposażył go w dobra ziemskie.
Prawdopodobnie w XII wieku erygowano parafię. Była to fundacja możnowładcza, na co wskazuje istnienie grupy kanonickiej przy kościele oraz uposażenie w dziesięciny ze wsi Orłowo i Sielce, będących własnością Powałów. Pierwsza wzmianka o plebanie Janie z Wyszogrodu pochodzi z 1198 r., kiedy to występował on przy konsekracji świątyni w Świeciu.
Kościół wyszogrodzki pełnił rolę kościoła parafialnego dla znacznego obszaru. Do jego zadań należała obsługa duszpasterska sporego terytorium tutejszego władztwa Powałów, przekształconego następnie w książęcą kasztelanię wyszogrodzką. Władztwo to rozciągało się wzdłuż obu brzegów Wisły i ujściowej Brdy, od okolic Solca Kujawskiego na południu po Dobrcz i Niewieścin na północy. Jednakże w konkretnych warunkach osadniczych i demograficznych północnych Kujaw, granice owego władztwa i późniejszej kasztelanii wyznaczać mogły zaledwie minimalny zasięg oddziaływania omawianego kościoła. Ponieważ przez co najmniej jedno całe stulecie stanowił on jedyną placówkę parafialną na obszarze tej krainy, a był czas, kiedy pomiędzy nim a kościołami parafialnymi w Świeciu i Inowrocławiu nie było innych świątyń tej rangi, przeto w sposób niejako naturalny przejął pieczę duszpasterską nad całą ludnością zamieszkałą w jego bliższej i dalszej okolicy. Księża prezbiterzy wyszogrodzcy kierowali pracą misjonarzy, organizowali pracę duszpasterską na terenie rozległej kasztelanii, zakładali filie i parafie, byli obecni przy erekcjach nowych świątyń.
Kolejne wzmianki o nieokreślonych bliżej kapelanach wyszogrodzkich wzmiankują dokumenty biskupa kujawskiego Michała z 1232 i 1237 roku. Sugeruje to, że przy świątyni rezydował pierwotnie kilkuosobowy zespół kapłański zorganizowany na wzór kolegium kanoników. Również uposażenie kościoła nie odbiegało od ustalonej normy. W skład uposażenia wchodziła pobliska wieś Jarużyn, łąki z jeziorem nad Brdą i Wisłą, wyspa (łacha) u ujścia Brdy zwana Stara Dbrzyca oraz dziesięciny z dwóch wsi: Orłowa i Siedlec.
Świątynia początkowo podlegała biskupowi gnieźnieńskiemu bądź płockiemu, a po erygowaniu diecezji kujawsko-pomorskiej w 1124 r. – biskupowi włocławskiemu. Kościół pierwotny pod wezwaniem św. Marii Magdaleny stał obok kasztelańskiego grodu w pobliżu Wisły. Jego kościołem filialnym był prawdopodobnie bydgoski kościół grodowy pw. św. Idziego (rozebrany w 1879 r.).
Pierwsza bezpośrednia wzmianka pisana o parafii wyszogrodzkiej pochodzi z 1325 r. Obejmowała ona wtedy osiem miejscowości: Jasiniec, Siernieczek, Jarużyn, Czersko, Strzelce, Włóki, Osielsko i Żołędowo.
Rola kościoła zmieniła się, kiedy Wyszogród uległ zniszczeniu w wyniku najazdu armii krzyżackiej w maju 1330 r. Dawny gród już nie został odbudowany. Zachowała się jedynie osada wiejska i odbudowana dzięki fundacji księcia słupskiego Kazimierza świątynia. W 1349 r. nie była jeszcze konsekrowana i nosiła po dawnemu tytuł św. Marii Magdaleny. Jej duchowni kontynuowali pracę duszpasterską i są wymienieni w dokumentach z lat: 1349, 1375 i 1382.
W końcu XIV wieku rozpoczyna się kariera miasta Fordonu, które powstało ok. 2 km na wschód od Wyszogrodu. Pierwszą lokację przeprowadził książę Władysław Opolczyk 21 października 1382 r. i drugą Władysław Jagiełło 4 lipca 1424 r. W obu dokumentach zostały potwierdzone, a nawet rozszerzone przywileje kościoła. Do czasu aktu lokacyjnego Jagiełły w 1424 r. opiekę duszpasterską nad mieszkańcami miasteczka sprawowali nadal księża kościoła św. Marii Magdaleny. Na nabożeństwa mieszczanie udawali się do Wyszogrodu. Później mieszczanie podjęli starania o wybudowanie własnego kościoła parafialnego. Pierwsza świątynia w Fordonie została wybudowana przed 1435 r., gdyż pod tą datą wymienia się pierwszego miejscowego księdza Piesheńskiego.
Prawdopodobnie w tym czasie świątynia w Wyszogrodzie straciła rangę parafialną na rzecz kościoła fordońskiego. W tym samym czasie rozpoczął się proces wyludniania wsi Wyszogród, który doprowadził w końcu XV wieku do przekształcenia tego obszaru w niezamieszkane pola uprawne, będące własnością mieszczan fordońskich.

### Świątynia filialna
Kościół wyszogrodzki, opuszczony w XV wieku, stał jeszcze ponad 150 lat na otwartym polu w pobliżu Wisły. Wizytator parafii z 1582 r. opisał go jako opuszczony, zrujnowany i otwarty, pełniący rolę zagrody dla zwierząt. Obok kościoła znajdował się stary cmentarz i kostnica. Mimo tego w końcu XVI w. w kościele odbywały się trzy msze św. w roku. Były to msze odpustowe, lecz nie wiadomo kiedy się odbywały. Przyczyny ruiny kościoła należy upatrywać w przeniesieniu centrum życia parafialnego z Wyszogrodu do Fordonu.
W 1591 r. parafianie z Fordonu wznieśli ok. 50 m na zachód od grodziska nowy drewniany, kryty gontem budynek świątyni pod tym samym wezwaniem. Stał on całkowicie pusty, a odprawiano w nim msze św. kilka razy do roku na ołtarzu przenośnym. Wszystkie nadania i dochody przeszły do fordońskiego kościoła pw. św. Mikołaja. Przegląd parafii z 1725 r. przedstawia świątynię jako opuszczoną, o częściowo spróchniałym dachu i ścianach. Plany jej remontu nie zostały zrealizowane. Wręcz przeciwnie – na budowę obiektów kościelnych w Fordonie, z dachu kościoła wyszogrodzkiego zdjęto i zabrano 180 dachówek, czym niewątpliwie przyczyniono się do rychłego całkowitego upadku tej świątyni. 
Wokół kościoła na początku XVIII wieku znajdował się jeszcze nieogrodzony teren cmentarza, który był zaniedbany i nie użytkowany.
Ostatnie wzmianki o kościele pochodzą z wizytacji w 1763 r. W świetle tego źródła świątynia już nie nadawała się do użytku, przedstawiała obraz rumowiska. Przy kościele zachowanych było szereg grobów oraz kostnica częściowo drewniana, lecz do momentu przeprowadzenia wizytacji na tym terenie nie chowano zmarłych. Resztki elementów świątyni przetrwały do XIX wieku.

## Położenie i architektura
Kościół znajdował się przy wczesnośredniowiecznym grodzie Wyszogród, położonym na wysokim brzegu Wisły, we wschodniej części obecnego terytorium Bydgoszczy. Do tej pory nie określono dokładnego położenia kościoła względem grodziska. Wiadomo jedynie, że budynek świątyni istniejący w latach 1591–1765, wybudowany tuż obok starego, stał w pobliżu Wisły, kilkadziesiąt metrów na zachód od grodziska.
Na podstawie prowadzonych od 1880 do 1960 r. badań, uzyskano dość wyczerpującą monografię archeologiczną grodziska Wyszogród. Nie zostały natomiast do dziś odkryte i archeologicznie spenetrowane: osada związana z grodem oraz kościół parafialny. Wobec tego nie odkryto do dziś żadnych reliktów materialnych dawnej świątyni.
Pozostała natomiast parafia, której kontynuacją jest parafia św. Mikołaja w Bydgoszczy-Fordonie. Wezwanie św. Magdaleny uzyskał również w 1537 r. kościół św. Idziego w Bydgoszczy, jakby potwierdzając wcześniejsze związki, jakie wiązały gród bydgoski z tą świątynią. W 1997 r. na szczycie grodziska ustawiono krzyż jubileuszowy, który upamiętnia domniemany pobyt św. Wojciecha w Wyszogrodzie i poświęcenie świątyni.
Brak jakichkolwiek badań archeologicznych świątyni oraz brak źródeł pisanych, kartograficznych, czy też ikonograficznych nie pozwala na precyzyjne odtworzenie jego architektury. Wiadomo, że trzy kolejno wznoszone budynki świątyni: w XII wieku, w 1349 r. i w 1591 r. były drewniane i nieduże. Nigdy jednak nie określano ich mianem „kaplica”, lecz zawsze nazywano „kościołem”. Powszechnie znany był także mieszkańcom Fordonu fakt „starszeństwa” kościoła wyszogrodzkiego nad ich parafialnym pw. św. Mikołaja.